# Kārlis Ulmanis
Kārlis Ulmanis, född 4 september 1877 i Bērze, guvernementet Kurland, död 20 september 1942 i Krasovodskfängelset, var en ledande lettisk politiker i den period mellan 1918 och 1940 då Lettland var en självständig republik. 1918 blev han landets förste premiärminister. 1934 tog han makten genom en statskupp och införde ett auktoritärt styre samt ett flertal ekonomiska, politiska och kulturella reformer som var inspirerade av den italienska fascismen.
Ulmanis var en populär ledare, speciellt på landsbygden, och under hans ledning gjorde Lettland stora framsteg på en rad områden. Han var ansvarig för att analfabetismen kom att bli en av de lägsta i Europa, att landets infrastruktur blev åtskilligt förbättrad och att letternas nationalkänsla ökade.
Han fråntogs makten och deporterades i samband med den sovjetiska ockupationen i juni 1940. Drygt två senare avled han i sovjetisk fångenskap. Arvet efter hans tid vid makten är omtvistat. Vissa menar att det var något av en lettisk guldålder. Andra menar att en diktator som upplöste ett folkvalt parlament, förbjöd all politisk opposition och som i hög grad ignorerade landets etniska minoriteter, inte skall ses som någon positiv förebild i ett modernt västerländskt samhälle.

## Biografi
Ulmanis genomgick realskolan i Jelgava och studerade 1902 vid Zürichs polytekniska instituts jordbruksfakultet samt 1902–1905 vid Leipzigs universitets jordbruksfakultet. Redan som student anordnade han de första vetenskapliga mejeristkurserna i sitt hemland. Dessutom redigerade han tidskriften Valmieras Lauksaimnieks (Volmar-jordbrukaren). 
För sitt deltagande i de nationella strävandena under revolutionsåret 1905 häktades Ulmanis och satt en tid i fängelse i Pskov. Han vistades därefter 1907–1913 i USA, studerade vid University of Nebraska-Lincoln och var en tid anställd där som docent. Hemkommen till Lettland 1913, blev Ulmanis agronom i baltiska jordbruksföreningens tjänst, redigerade tidskriften Baltijas Lauksaimnieks (Baltiske jordbrukaren) och skrev flera arbeten i jordbrukskunskap. Från 1921 utgav han tidskriften Zemes spēks (Jordens kraft).

### Demokratisk politiker 1918−1934
Vid upprättandet av Lettland som självständig republik den 18 november 1918 utsågs Ulmanis till landets förste ministerpresident. Han var sedermera ledamot av den konstituerande nationalförsamlingen och därpå av Saeima − det nyinrättade lettiska parlamentet  − samt var ordförande i bondepartiets centralstyrelse från partiets tillkomst 1917. 
När ryska och lettiska bolsjeviker i början av 1919 tog kontrollen över Riga tvingades den provisoriska lettiska regeringen med Ulmanis i spetsen att fly till Liepāja. Där kom de under våren 1919 i konflikt med den balttyska adeln och deras hjälptrupper, det så kallade baltiska lantvärnet och rikstyska frikårssoldater, som stred för ett tyskkontrollerat Lettland. Det var dessa trupper som i maj samma år återerövrade Riga.    
Med bistånd från ententen, och inte minst de estniska trupper som besegrade de protyska trupperna norr om Riga, återinsattes Ulmanis som ministerpresident i juni 1919. Han avgick drygt två år senare och utsågs i stället 1923 till ordförande i lettländska delegationen för tullförhandlingar med Estland. Han fungerade därefter i flera perioder mellan 1925 och 1931 som både ministerpresident och utrikesminister. I mars 1934 innehade Ulmanis återigen de båda ställningarna som ministerpresident och utrikesminister.

### Statskuppen 1934

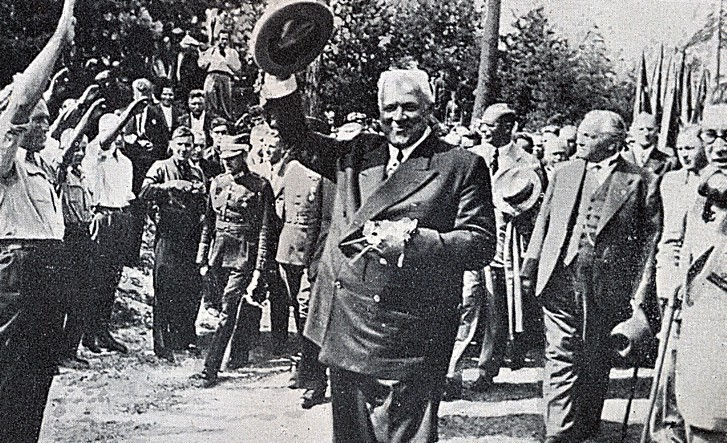
Kārlis Ulmanis, Jānis Balodis och andra ministrar hälsar sina anhängare under ett politiskt möte kort tid efter statskuppen 1934.

Som folkvald regeringschef utförde Ulmanis den 15 mai 1934 en kupp mot det lettiska demokratiska systemet, ett system som själv hade varit med om att skapa drygt femton år tidigare. Parlamentet upplöstes, undantagstillstånd förklarades, stora delar av författningen inklusive tryckfriheten upphävdes, och samtliga politiska partier, inklusive Ulmanis eget, förbjöds. I stället upprättades en odemokratisk auktoritär regim.
Till sin hjälp att utföra kuppen hade Ulmanis sin närmaste man, krigsministern och tidigare generalen Jānis Balodis, den vita skyddskåren Aizsargi, som var lojal med Ulmanis, och delar av den lettiska armén. Trupperna ockuperade regeringsbyggnader och viktiga kommunikations- och transportcentra. Ett par tusen parlamentariker, ämbetsmän och officerare som motsatte sig kuppen fängslades. Utöver det förekom det förhållandevis lite våld, varför kuppen i efterhand har omtalats som oblodig och utan dödsoffer.

### Auktoritärt styre 1934−1940
Ulmanis styrde enväldigt över Lettland under de följande sex åren. Hans regim använde gärna slagord som "Ledarskap • Enhet • Nationalism" och "Lettland åt letterna". I sin förlängning innebar denna politik bland annat utökade rättigheter och möjligheter för de medborgare som ansågs vara lettiska (cirka 75% i mitten av 1930-talet), medan de som ansågs som tyska, ryska och judiska – inte minst deras affärsverksamheter – mötte allt större svårigheter. Näringslivet i landet skulle bli helt lettiskt, och många företag som betraktades som icke-lettiska överfördes i statlig ägo.
1936 övertog Ulmanis på olaglig väg även presidentposten efter den avgående presidenten Alberts Kviesis, och stärkte därigenom ytterligare sin ställning. Efter detta kallades han officiellt för Valsts un Ministru Prezidents (President och Ministerpresident), men omtalades i media och allmänt oftast som Tautas Vadonis (Folkets ledare) eller bara som Vadonis (Ledaren). I likhet med andra diktaturer på 1930-talet lades stor vikt vid att hylla Ledaren i samband med olika massmöten och andra välbesökta tillställningar, exempelvis kulturevenemang, skördefestivaler, jordbruksutställningar och militärparader. Dessa tillställningar blev till ritualer där Ulmanis makt skulle fastslås och legitimeras.
Lettland var under de här åren dock mindre totalitärt än diktaturerna i Italien och Tyskland. Det förekom förvisso politiska fångar, men dödsstraff ådömdes inte för oppositionell verksamhet.

### Familj och privatliv
Ulmanis förblev genom livet ogift och fick heller inga barn som man känner till. Han var mycket förtegen om sitt privatliv, något som i kombination med att han hade nära vänskapliga relationer med ett par av sina manliga medarbetare gjorde att det förekom spekulationer om bland annat hans sexuella läggning.
Ulmanis var farfars bror till Guntis Ulmanis som innehade presidentämbetet i Lettland 1993–1999.

## Utmärkelser
- Vita örnens orden,  1937
- Storkors av Polonia Restituta
- Storkors av Sankt Olavs orden
- Storkorset med kedja av Vytautasorden
- Storkorsriddare av Italienska kronorden
- Storkorset av Finlands Vita Ros’ orden
- Riddare av Hederslegionen
- Storkors av Hederslegionen
- Kommendör med stora korset av Nordstjärneorden
- Vita lejonets orden
- Kommendör med stora korset av Vasaorden
- Storkorsriddare av Sankt Mauritius och Sankt Lazarusorden
- Storkors av Kronorden
- Viestursorden
- Björndödarorden
- Erkänslans kors
- Storkors av Piusorden
- Tre Stjärnors orden, första klass
- 1:a graden av Örnkorsets orden
- Frihetskorset (Estland)
- Storkors av Leopoldorden
- Vita stjärnans orden, kedjegrad

[Redigera Wikidata]